# Quality Chess
Quality Chess és una editorial dedicada a la publicació de llibres d'escacs, fundada el 2004 per tres escaquistes: l'MI Ari Ziegler, i els GMs Jacob Aagaard i John Shaw. L'empresa té la seu a Glasgow.
La seva activitat se centra en la qualitat de les publicacions, més que en la quantitat. El 2005 el llibre Learn from the Legends: Chess Champions at Their Best (“Apreneu de les llegendes: el millor dels campions d'escacs”) del GM Mihail Marin va guanyar el premi “Llibre de l'any” de ChessCafe.com i el 2007 San Luis 2005: How Chess Found Its Champion per Alik Gershon i Igor Nor va guanyar el premi “Llibre de l'any 2007” de la Federació Anglesa d'Escacs.

## Llibres publicats
- Marin, Mihail (2004). Learn from the Legends: Chess Champions at Their Best. Quality Chess. ISBN 91-975243-2-8;
- Rogozenko, Dorian (2005). Sveshnikov Reloaded. Quality Chess. ISBN 91-975243-5-2;
- Aagaard, Jacob (2006). Practical Chess Defence. Quality Chess. ISBN 91-975244-4-1;
- Gershon, Alik; Nor, Igor (2006). San Luis 2005: How Chess Found Its Champion. Quality Chess. ISBN 91-976005-2-0;
- Marin, Mihail (2007). A Spanish Opening Repertoire for Black. Quality Chess. ISBN 91-976005-0-4;
- Marin, Mihail (2007). Beating the Open Games. Quality Chess. ISBN 91-976004-3-1;
- Vigorito, David (2007). Challenging the Nimzo-Indian. Quality Chess. ISBN 978-91-976005-5-2;
- Vigorito, David (2007). Play the Semi-Slav. Quality Chess. ISBN 91-85779-01-6;
- Aagaard, Jacob (2008). The Attacking Manual: Basic Principles. Quality Chess. ISBN 978-91-976004-0-8;
- Aagaard, Jacob (2010).The Attacking Manual 2: Technique and Praxis. Quality Chess. ISBN 978-91-976004-1-5.
- Marin, Mihail; Garrett, Yuri. Reggio Emilia 2007/2008.  Quality Chess, 2009. ISBN 978-1-906552-32-9.
- Karolyi, Tibor; Aplin, Nick. Genius in the Background.  Quality Chess, 2009. ISBN 978-1-906552-37-4.